# Pleurothyrium
Pleurothyrium es un género de árboles y de arbustos siempreverdes de la familia de los laureles Lauraceae.
Pleurothyrium es un género con 40 especies distribuidas desde Guatemala a Bolivia y sur de Brasil; hasta hace poco no se lo conocía en Centroamérica.

## Descripción
Son árboles que alcanzan hasta los 30 m de alto; hermafroditas. Las hojas elípticas, con base y ápice agudos, cartáceas, glabras o menudamente pubérulas en el envés. Las inflorescencias paniculadas, última ramificación cimosa, densa y cortamente pubescente, las flores de 7 mm de diámetro, blanco-cremosas, fragantes. Frutos elipsoides, de 2 cm de largo y 1.5 cm de ancho cuando secos; cúpula ca 5 mm de profundidad, con lenticelas grandes.

## Especies seleccionadas
- Pleurothyrium giganthum, van der Werff
- Pleurothyrium hexaglandulosum, van der Werff
- Pleurothyrium obovatum, van der Werff
- Pleurothyrium roberto-andinoi, C. Nelson
- Pleurothyrium westphalii, van der Werff